# 25 guldenów gdańskich 1923
25 guldenów gdańskich 1923 – złota moneta bulionowa Wolnego Miasta Gdańska wybita z datą roczną 1923 r.

## Awers
W centralnej części znajdują się dwie kolumny podtrzymywane przez lwy, w środku umieszczono herb Gdańska, u góry napis w dwóch wierszach „Freie / Stadt Danzig” (pol.: Wolne Miasto Gdańsk), na dole rok 1923.

## Rewers
Na tej stronie umieszczono posąg Neptuna z trójzębem, u góry nominał 25, po obu stronach posągu napis „Gul den”.

## Rant
Na rancie umieszczono wklęsły napis „NEC * TEMERE * NEC TIMIDE *”, tzn. ani lekkomyślnie, ani bojaźliwie.

## Nakład
Monetę bito w mennicy w Berlinie, w złocie próby 917, na krążku o średnicy 22 mm, masie 7,988 grama, w nakładzie 1000 sztuk. Autorem projektu był F.Fischer. Istnieją egzemplarze wybite stemplem lustrzanym.

## Opis
Do przełomu XX i XXI w. monetę, choć bardzo rzadko, można było spotkać w obrocie kolekcjonerskim częściej niż złotą 25-guldenówkę z datą roczną 1930 r., co miało odzwierciedlenie w cenach katalogowych obydwu numizmatów publikowanych w tamtym okresie. Na początku XXI w. relacja stopnia rzadkości obu monet o nominale 25 guldenów Wolnego Miasta Gdańska uległa odwróceniu, gdyż pojawiła się na rynku numizmatycznym zwiększona liczba egzemplarzy rocznika 1930.